# Euclimacia basiflava
Euclimacia basiflava är en insektsart som beskrevs av Eduard Handschin 1961. Euclimacia basiflava ingår i släktet Euclimacia och familjen fångsländor. Inga underarter finns listade i Catalogue of Life.